# 1844년 경제학 철학 수고

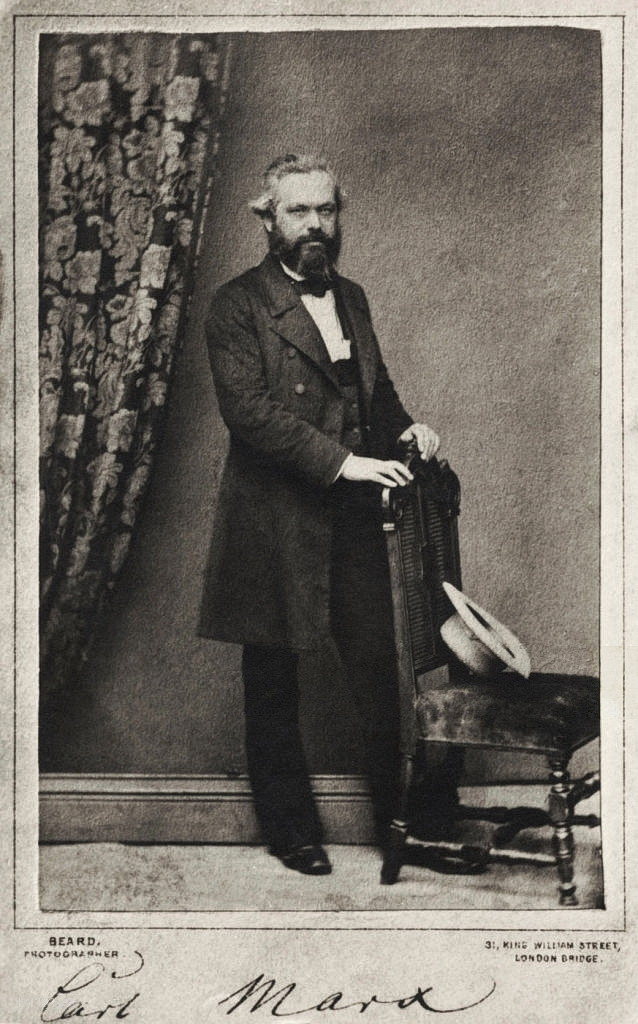

《1844년 경제학 철학 수고》(독일어: Ökonomisch-philosophische Manuskripte aus dem Jahre 1844, 영어: Economic and Philosophic Manuscripts of 1844)는 1844년 4월에서 8월 사이에 카를 마르크스가 쓴 필기 수고 모음으로 《파리 수고》(독일어: Pariser Manuskripte), 《1844년 수고》 등으로도 불린다. 마르크스 사후인 1932년에 소련의 마르크스-엥겔스-레닌 연구원에서 출간하였다.
이 수고는 헤겔과 포이어바흐 철학의 근간이 되는 고전 정치경제학에 대한 비판을 담고 있다. 특히 마르크스가 근대 산업 사회의 조건에 의해 임금노동자가 그들 자신의 생산물로부터 또 그로 인해 그들 자신과 서로로부터 소외된다는 주장이 명시적으로 서술된 것으로 널리 알려져 있다.
1844년 수고의 출간은 그 이전에는 접할 수 없었던 마르크스의 초기 사상을 살필 수 있다는 점에서, 특히 이후 저서인 《독일 이데올로기》와 마르크스주의의 관계를 놓고 학계에 중요한 영향을 끼쳤다. 정통마르크스주의자들에게 수고는 "과학적"이기보다는 "철학적"이었으므로 경시되었으나, 마르크스가 그의 사상을 구축하기 시작했을 때의 관점을 살필 수 있는 중요한 저작으로 평가된다.
첫 수고에서 마르크스는 포이어바흐의 '기독교의 본질'(1841년)에서 차용한 자신의 소외 이론을 전개한다. 마르크스는 자본주의 체제 하에서 사람들이 살기 위해 어떻게 "노동"에 더욱 의지하는지 설명한다. 즉 이전에는 사람들이 본성 자체와 "본성적인 필요"에 부분적으로만 의지했으나, 근대 사회에서는 먹고 살려면 일을 해야 하게 되었으며 돈이 있어야만 생존할 수 있게 되었다는 것이다. 그러므로 노동자는 이중의 측면에서 노동자의 대상의 노예가 되는데, 첫째로 노동자는 노동의 대상을, 즉 노동을 얻는다는 측면에서, 그리고 둘째로 노동자가 생존 수단을 얻는 다는측면에서 그러하다. 이러한 예속 상태의 요점은 그가 노동자로서만 자신을 육체적 주체로서 유지할 수 있으며, 육체적 주체로서만 노동자라는 것이다. 사람들은 "인간 본성"을 성취하기 위함이 아니라 부를 더 생산하기 위해서만 노동을 한다. 여기서 등장하는 "인간 본성"의 개념은 이 글에서 줄곧 나타나지만 대개는 이 개념이 너무 "인본주의적"이며 자유주의와 부르주아지 철학과 비슷하다는 이유로 무시받았다.

## 같이 보기
- 청년 마르크스